# Marc Biver
Marc Biver (* 21. November 1951 in Luxemburg), seit seinem 8. Lebensjahr in der Schweiz ansässig, ist ein ehemaliger Tour-de-Suisse-Direktor.
Er war bis 2004 Generaldirektor des Schweizer Ablegers der Marketing-Agentur IMG (International Management Group) und ist seit 2006 Generaldirektor des kasachischen Profi-Radteams Astana.
Marc Biver gilt als Mentor von Tony Rominger. Mit dem Posten beim Astana-Team erfüllte er sich nach eigenen Angaben einen „Lebenstraum“.
Von 2009 bis 2013 war Biver Präsident des Schweizerischen Triathlonverbandes Swiss Triathlon. Sein Bruder Jean-Claude Biver ist Unternehmer und Manager in der Schweizer Uhrenindustrie.